# تسيلكار (آراغاتسوتن)
مدينة تسيلكار (بالإنجليزية: Tsilkar)‏ هي إحدى المدن التابعة لمقاطعة آراغاتسوتن في أرمينيا. يقدر عدد سكانها بـ 607 نسمة حسب الإحصاء الذي جرى عام 2011.